# (2920) Automedon
(2920) Automedon – planetoida z grupy trojańczyków okrążająca Słońce w ciągu 11 lat i 208 dni w średniej odległości 5,11 j.a. Została odkryta 3 maja 1981 roku w Lowell Observatory (Anderson Mesa Station) przez Edwarda Bowella. Nazwa planetoidy pochodzi od Automedon, jednego z uczestników wojny trojańskiej. Przed nadaniem nazwy planetoida nosiła oznaczenie tymczasowe (2920) 1981 JR.